# Kraftwerk Peggau-Deutschfeistritz

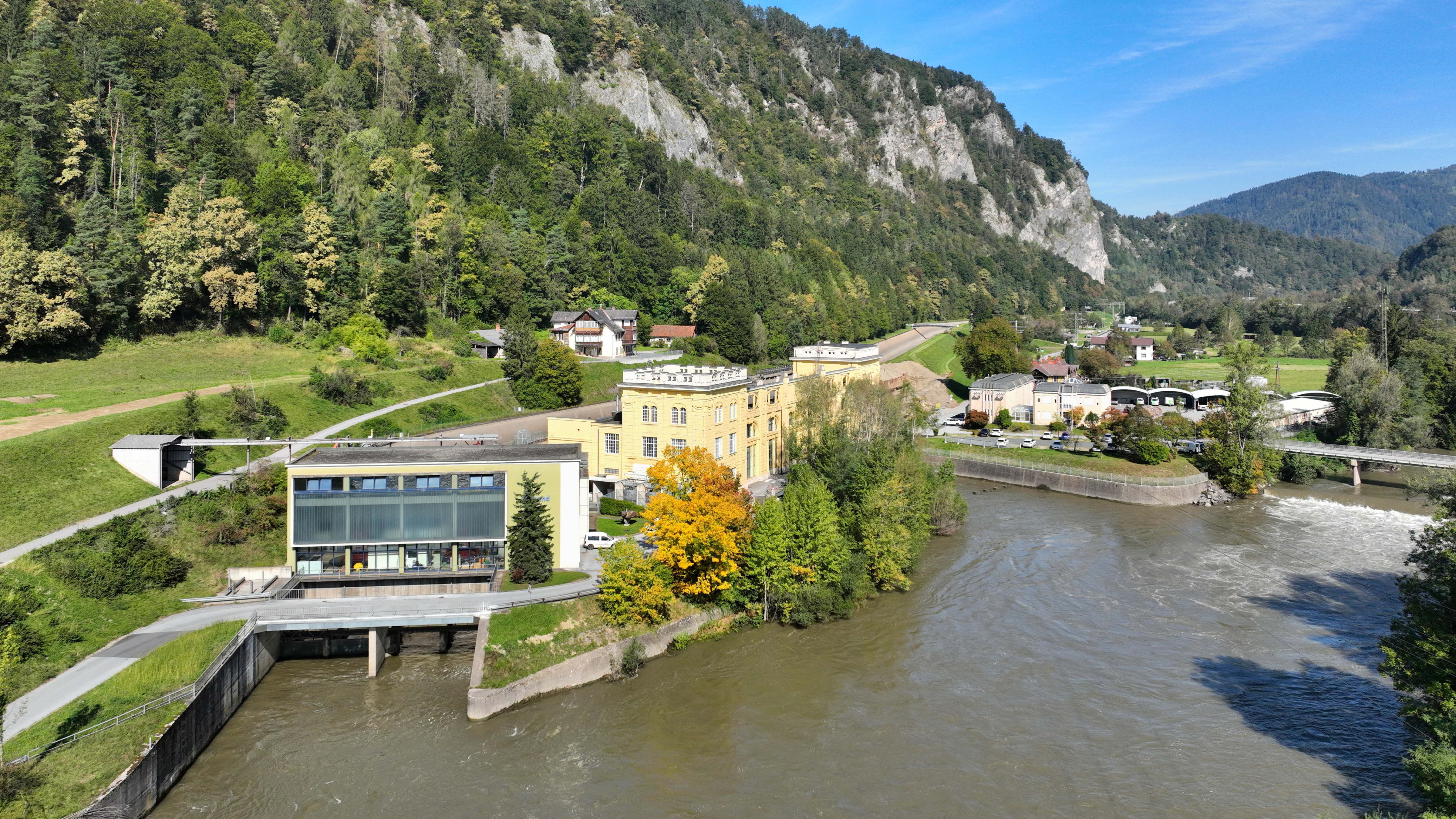
Südsüdostansicht des Kraftwerks Peggau-Deutschfeistritz mit dem neuen Maschinenhaus im Vordergrund und dem alten im Hintergrund

Das Kraftwerk Peggau-Deutschfeistritz, auch Laufkraftwerk Peggau genannt, ist ein zwischen 1903 und 1908 erbautes Laufwasserkraftwerk (Ausleitungskraftwerk) in den Gemeinden Deutschfeistritz, Frohnleiten und Peggau in der Steiermark, Österreich. Es ist für eine Leistung von 13,2 MW ausgelegt und besitzt eine Jahreserzeugung von 81.285,8 MWh. Es stellt eines der bedeutendsten Zeugnisse der frühen österreichischen Elektrizitätswirtschaft dar, einige Teile stehen unter Denkmalschutz.

## Lage

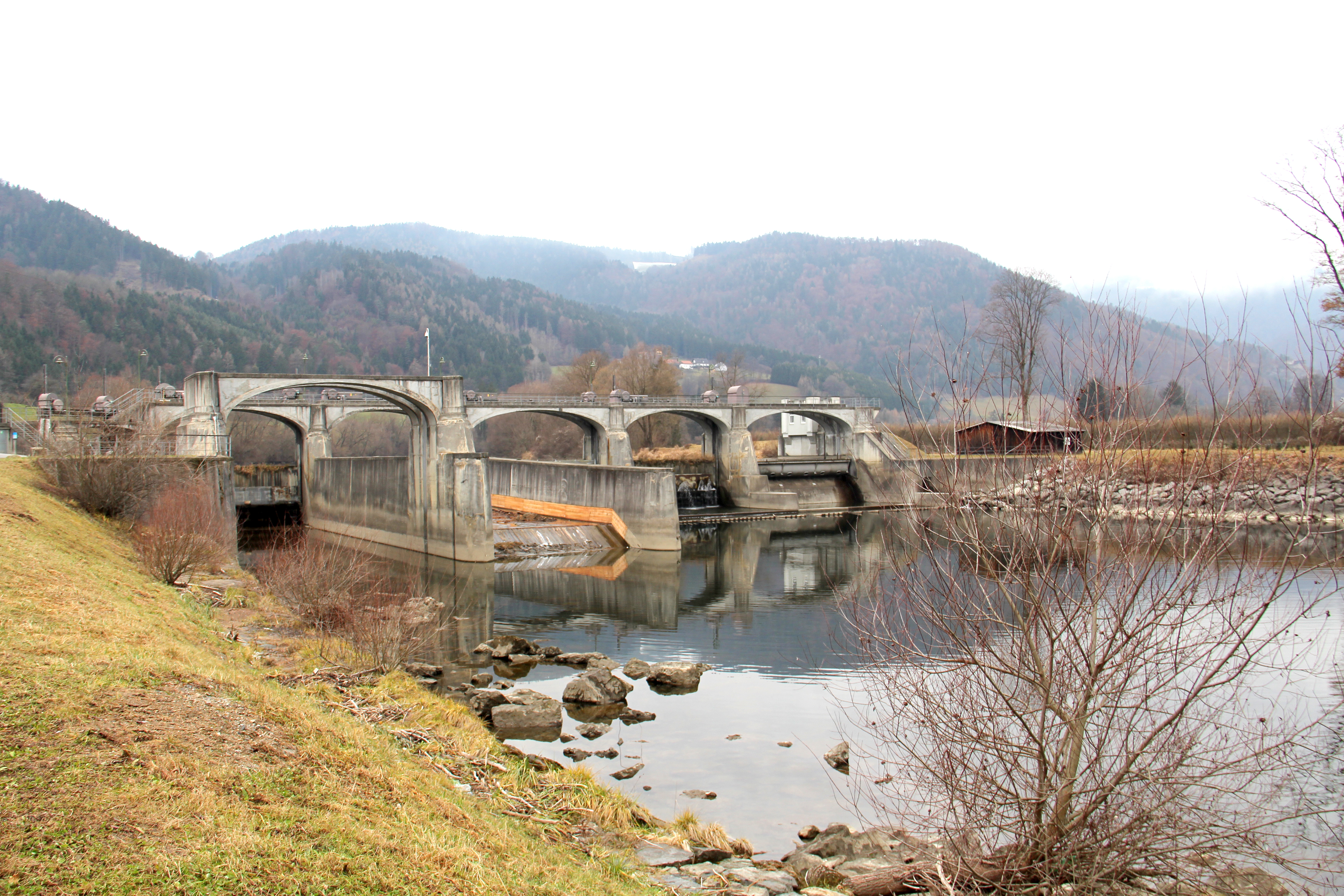
Die Wehranlage mit Wehrbrücke (2011)

Das Kraftwerk liegt direkt an der Mur. Während sich das Maschinenhaus in Deutschfeistritz befindet, überspannt die Wehranlage mit rechtsufriger Ausleitung die Mur zwischen dem Frohnleitner Ortsteil Adriach und der Gemeinde Peggau. Der Stollen führt unter dem Kugelstein von Adriach nach Deutschfeistritz.

## Geschichte
Im Jahr 1903 begann die Schweizerische Eisenbahnbank zusammen mit dem Schweizer Bauunternehmen Albert Buss & Cie. mit der Planung an einem Ausleitungskraftwerk bei Deutschfeistritz. Mit dem Bau des Krafthauses an der Stelle eines alten Silberbergwerkes nach Plänen von Josef Hötzl wurde von Albert Buss & Cie. im Jahr 1906 begonnen. Im selben Jahr begann man auch mit dem Bau der dazugehörigen Wehranlage bei Adriach und des als Stollen angelegten Betriebwasserkanals. Die Inbetriebnahme der fünf Doppel-Francis-Turbinen des Kraftwerkes erfolgte am 2. Dezember 1908. Der vom Kraftwerk erzeugte Strom wurde zur Versorgung der Guggenbacher Papierfabrik in Übelbach und der Papierfabrik Leykam-Josefsthal in Gratwein sowie der Eisenbahnstrecke zwischen Peggau und Übelbach genutzt. Im Jahr 1910 kam das Kraftwerk in den Besitz der Steiermärkischen Elektrizitäts-Gesellschaft, kurz STEG genannt, die aus einem Zusammenschluss der Kraftwerksgesellschaften Deutschfeistritz und Lebring entstand.
Anfang der 1960er-Jahre begann die STEG mit der Planungsarbeit für einen Ausbau des Kraftwerkes. Da sich das bisherige Krafthaus nicht ausbauen ließ, beschloss man, es durch einen Neubau zu ersetzen, wobei das alte Krafthaus erhalten blieb. Weiters wurde beim Ausbau der Oberwasserkanal verlängert, wodurch der historische Betriebswasserstollen und die Wehranlage erhalten blieben. Das neue Krafthaus ging im September 1965 an das Netz. Die Maschinen im alten Krafthaus wurden bis 1967 abgebaut und das Gebäude wurde für Büros und eine Werkstätte adaptiert. Die Ausläufe am Grundtor und vor der Schwallklappe wurden 1968 mit Energievernichtern versehen. Im selben Jahr wurde auch eine Sohlschwelle errichtet. Eine Zimmerhütte, welche sich nördlich des Kraftwerkes befand, wurde 1979 abgerissen und durch eine Garage ersetzt. Zwischen 1986 und 1988 wurden die Laufräder der Turbinen aufgrund von aufgetretenen Rissen an den Schaufeln getauscht. An der Stelle der alten Dampfzentrale im alten Krafthaus wurde 1988 eine neue 20-kV-Schaltanlage erbaut, nachdem die alte sich nach der Inbetriebnahme des Kraftwerkes Rabenstein nicht mehr als kurzschlussfest erwiesen hatte. Neben der Schaltanlage wurde 1991 ein Bürogebäude errichtet und das neue Krafthaus wurden in den Jahren 1994 und 1995 ausgebaut um Platz für Rechner- und Fernwirkräume zu erhalten.
Ab dem Jahr 2000 wurde das Kraftwerk von der Zentralwarte der STEG in Graz aus ferngesteuert und die Maschinen liefen automatisiert. Am 1. April 2002 ging das Kraftwerk an die VERBUND-Austrian Hydro Power AG, welche das alte Krafthaus sanierte und in der früheren Werkstätte ebenfalls Büros, unter anderem für das Tochterunternehmen Verbund Telekom Service GmbH, sowie ein Archiv für die Werksgruppe Steiermark einrichtete.

## Beschreibung

### Altes Krafthaus

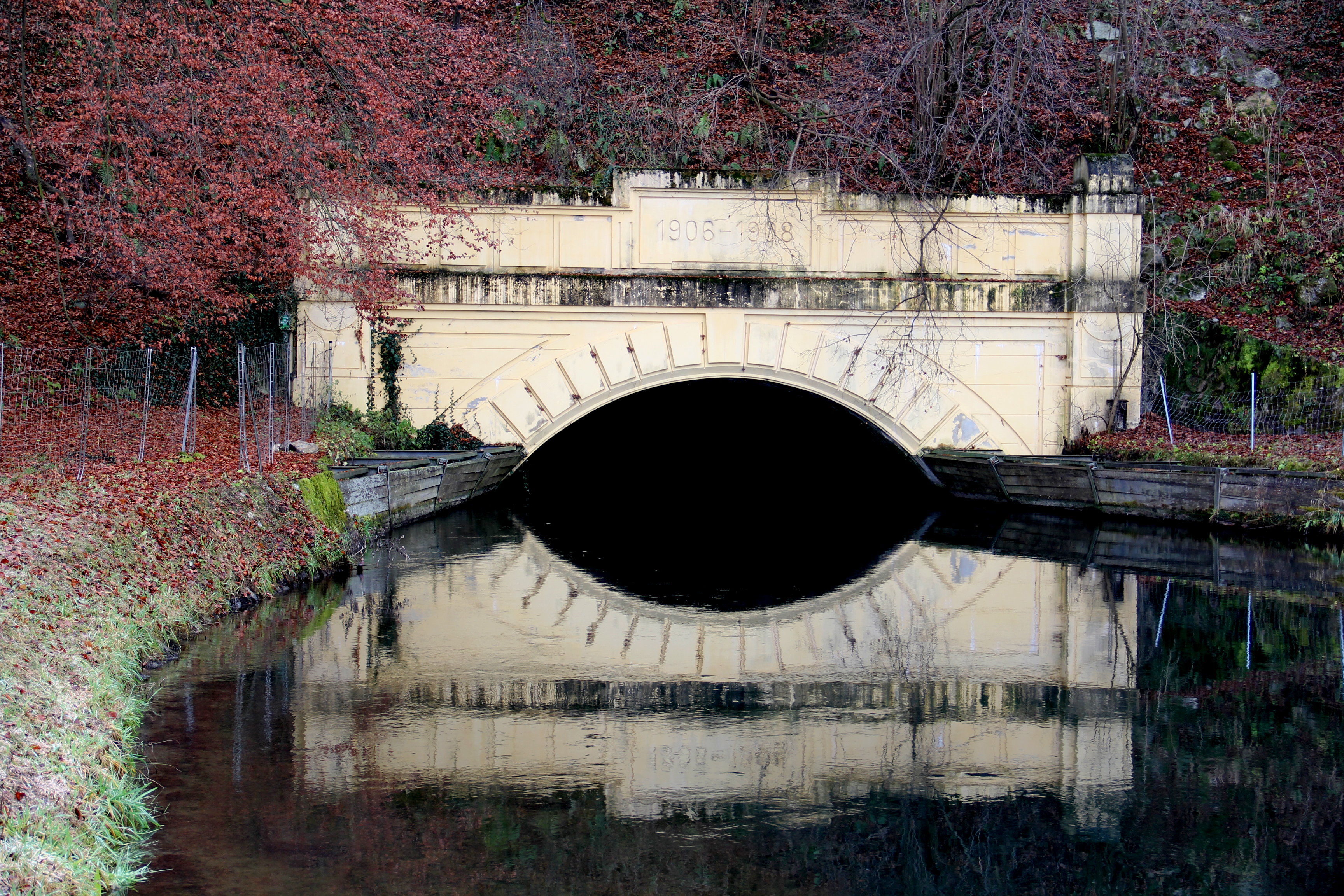
Das nördliche Stollenportal in Adriach, Aufschrift "1906–1908" (2011)

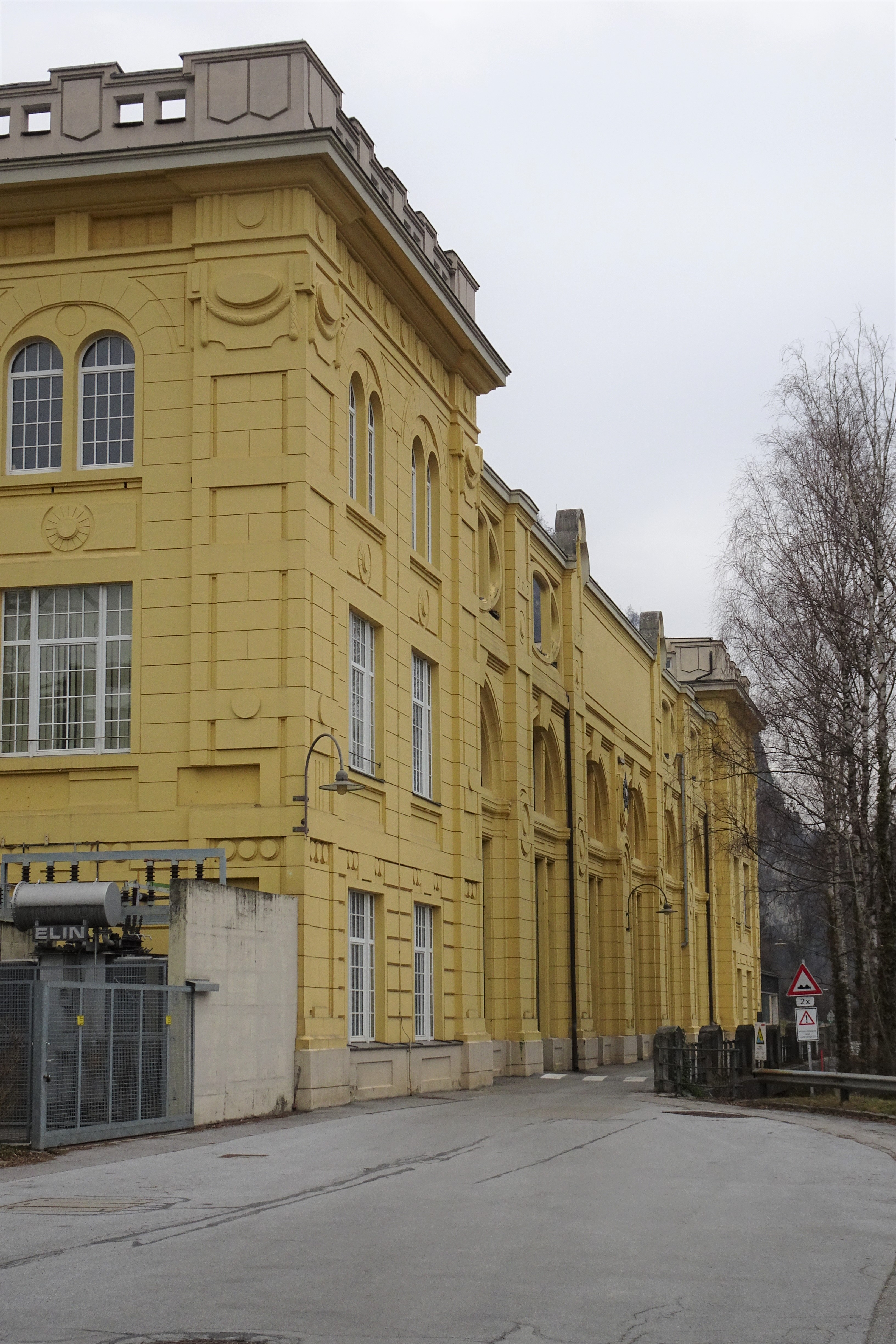
Das alte Krafthaus (Ansicht vom Süden)

Das gesamte alte Kraftwerk, aber insbesondere das alte Krafthaus, wurde nach Plänen des Architekten Josef Hötzl gestaltet. Das Krafthaus, ein langgestreckter Stahlbeton-Skelettbau mit sechs Fensterachsen an der Hauptfassade und Eckrisaliten, wurde schlossartig gestaltet und mit reichem Jugendstildekor versehen. Die Hauptfassade hat sechs große Rundbogenfenster, unter denen sich die als Segmenttonnengewölbe ausgeführten Auslauföffnungen für die Turbinen befinden. An den Haupt- bzw. Mitteltrakt des Krafthauses schließen sich links und rechts je ein zweiachsiger, dreigeschoßiger Seitentrakt an. Die oberste Geschoßdecke weist ein flaches Gewölbe mit Eisensäulen auf, während die restlichen Decken freigespannte Holzdecken sind. Die Dachstühle wurden teilweise aus Holz und teilweise aus Eisen gefertigt. Alle Fenster und Türen des alten Krafthauses sind eisern. Die Zwischenwände des Mitteltraktes wurden entfernt, um ein Großraumbüro einrichten zu können. Die Attikazone der Unterwasserfassade nimmt teilweise ein Viertel der Gebäudehöhe ein und ist mit feinen Ornamenten versehen. Von der ehemaligen technischen Ausstattung des Krafthauses ist nichts erhalten geblieben.
Vor dem Maschinenhaus steht ein großes Wasserbassin mit Rechen, in dem der Oberwasserkanal mündet.

### Neues Krafthaus
Das neue Krafthaus wurde bis 1965 nach Plänen des Schweizer Ingenieurbüros A. Aegerter & Dr. O. Bosshart AG errichtet. Das Krafthaus ist ein im Grundriss L-förmiger Stahlskelettbau aus Fertigteilen mit großen Fensterflächen und einem Flachdach. Die Doppelglasfenster sind mit grün mattierten Steggläsern versehen. Im südlichen Gebäudetrakt befindet sich die Maschinenhalle, während im nördlichen Trakt die Betriebsräume untergebracht sind. Der Haupteingang zum Gebäude befindet sich im Nordosten, während die Zufahrt zur Maschinenhalle durch eine mit Kunststein verkleidete Laibung mit vierteiligem, stählernem Falttor erfolgt. Die Hauptfassade des Krafthauses befindet sich im Südosten und besteht aus einem geschlossenen Teil, hinter dem sich der Montageplatz befindet, sowie einem offenen und verglasten Teil. Das unterste Geschoß gliedert sich durch Stahlbetonpfeiler in vier Felder mit je vier Fenstern. Die mittlere Front springt aus der Hauptfassadenebene vor und ist als Glasfläche gestaltet. Über der Mittelfront befindet sich ein ebenfalls in vier Felder unterteiltes Oberlicht. Die Deckenkonstruktion besteht aus Stahlbetonplatten, welche auf Fertigteilbindern aus Stahlbeton aufliegen.
Nördlich an die Maschinenhalle schließen die Lagerräume sowie die technischen Betriebsräume an.

### Wehr- und Schleusenanlage
Eine rund 100 Meter lange Wehranlage mit einer Wehrbrücke aus Stahlbeton gehört ebenfalls zum Kraftwerk. Die Uferwände sind durch Steindämme gesichert. Die Brücke hat vier ca. zwei Meter dicke Flusspfeiler, welche von fünf Korbbogentonnen mit je rund 12 Metern Spannweite überspannt werden. Von den insgesamt fünf Brückenfeldern bilden die drei mittleren das Grundwehr. Das westlichste Feld ist als Floßgasse mit einer weit vorgezogenen Führungsmauer ausgeführt. Das östlichste Feld diente als Grund- und Kammerschleuse. Die Schleuse ist 12 Meter breit sowie 36 Meter lang und verfügte über Doppeltore. Die eisernen Schütze der Schleuse können mit Hilfe von Zahnstangen bewegt werden. Die Anlagen zur Regulierung des Wasserspiegels innerhalb der Schleuse sind nicht mehr erhalten. Neben der Wehranlage befindet sich ein seitlich abzweigender, mit Hochwasserschild und Schlammschleuse ausgestatteter Kanaleinlauf. Der Kanaleinlauf und der Oberwasserkanal werden durch eine Schleusenkonstruktion voneinander getrennt. Sämtliche Maschinen stammen von der Firma J. M. Voith.

### Zulaufkanal oder Betriebswasserkanal
Der ca. 3,2 Kilometer lange Zulaufkanal des Kraftwerkes führt auf einer Strecke von 1073 Meter als Stollen unter dem Kugelstein bei Adriach–Badl, dem Jungfernsprung und der Klausenwand hindurch, gegenüber der historischen Badlwandgalerie. Der Stollen hat eine Querschnittsfläche von ca. 60 m². Die beiden Stollenportale sind in historistischen Formen ausgebildet und stehen ebenfalls unter Denkmalschutz (nördliches und südliches Stollenportal).